# Krasni Kolos
Krasni Kolos (en rus: Красный Колос) és un poble (un possiólok) de l'óblast de Rostov, a Rússia, que en el cens del 2010 tenia 998 habitants, pertany al districte d'Aksai.